# アルミランテ・ブラウン級駆逐艦
アルミランテ・ブラウン級駆逐艦（アルミランテ・ブラウンきゅうくちくかん、英語: Almirante Brown-class destroyers）は、アルゼンチン海軍の駆逐艦の艦級。設計・建造は西ドイツのブローム・ウント・フォス（B+V）社によって行われており、メーカー側呼称はMEKO 360H2型フリゲート。

## 設計
本級は、西ドイツのブローム・ウント・フォス（B+V）社のMEKO型フリゲートの設計を採用している。これは輸出用フリゲートとして1970年代初頭に発表されたもので、やや先行してナイジェリア海軍向けに建造されていた「アラドゥ」に続く2例目となる。排水量3,600トン級、搭載機2機として設計されたことから、メーカー側の呼称はMEKO 360H2型とされているが、実際には途中で計画が修正され、搭載機1機となった。
MEKOとはMEhrzweck-fregatten KOnzept（多用途フリゲート構想）の略語で、兵器や電子機器、その他の装備品をモジュールとしてまとめることによって保守整備コストの低減を図っている。基本となる船体がまず設計され、そこに兵装や電子機器のモジュールをはめこんでいくという方式であり、顧客は自らの要求に応じてモジュールを選ぶことによってカスタム・メイドのフリゲートを手にすることができる。船体設計にあたってはステルス性も考慮されており、1980年代中頃に行われた計測では、レーダー反射断面積は約500平方メートルと、高速戦闘艇と同程度であった。ただし方位360度のうち5パーセントにスパイク状の強い反射が認められた。MEKO 360型の建造は本級で終了し、以後はやや小型化したMEKO 200型フリゲートに移行したが、モジュール化を含めた基本設計は、中央船楼型の船型とV字型の煙突という外見上の特徴とともに踏襲された。
主機は、RM1Cガスタービンエンジン（単機出力5,100馬力）とロールス・ロイス オリンパスTM3Bガスタービンエンジン（単機出力25,800馬力）2基ずつをCOGOG方式に配して2軸の可変ピッチ・プロペラを駆動する構成とされた。
電源としては、出力940キロワットと出力360キロワットのディーゼル発電機を2基ずつ搭載し、合計出力は合計2,600キロワットを確保した。

## 装備
SEWACO戦術情報処理装置を搭載し、リンク 10およびリンク 11に対応する。レーダーとしては、対空捜索用のDA-08、対水上捜索用のZW-06、航法用のデッカ1226を搭載したほか、火器管制用のWM-25にも目標捕捉レーダーが備えられている。ソナーとしてはKAE80（DSQS-21BZの輸出版）をハル・ドームに収容して搭載した。
艦砲として艦首甲板に54口径127mm単装速射砲（127mmコンパット砲）を搭載したほか、船首楼甲板には70口径40mm連装機銃4基が備えられている。機銃はLIROD射撃指揮装置の管制を受けている。弾薬搭載量は合計10,752発とされる。
煙突直後の上部構造物上には、アルバトロス個艦防空ミサイルの8連装ミサイル発射機が設置されており、また近くには16発の予備弾庫が設置されている。艦対艦ミサイルとしては、煙突直前にエグゾセMM40の4連装発射筒2基を備えた。対潜兵器としては、艦中部両舷に324mm3連装短魚雷発射管（ILAS-3）を備えており、A244S短魚雷18発を搭載している。またこの世代の艦としては珍しく爆雷投下軌条を備えており、搭載数6発とされる。
上記の通り、本級は結局、艦載ヘリコプター1機搭載として設計されており、艦尾甲板はヘリコプター甲板、その直前の船楼後端部は格納庫とされている。搭載機としては、当初はリンクス哨戒ヘリコプターが予定されていたが、この発注は1982年にキャンセルされ、かわりに検討されていたアグスタ-ベル 212の購入予算は成立しなかった。このため、アルエットIIIが搭載されていたが、これは2010年に運用を終了した。1996年からはフェニックも搭載されるようになったほか、後にヘリコプター甲板を拡張し、シーキングの運用にも対応した。なお艦載機用として魚雷10発を搭載できる。

## 同型艦

### 一覧表
| 艦番号 | 艦名                                       | 造船所 | 起工           | 進水           | 就役           |
| ------ | ------------------------------------------ | ------ | -------------- | -------------- | -------------- |
| D10    | アルミランテ・ブラウン ARA Almirante Brown | B+V    | 1980年 9月8日  | 1981年 3月28日 | 1983年 2月2日  |
| D11    | ラ・アルヘンティナ ARA La Argentina        | B+V    | 1981年 3月31日 | 1981年 9月25日 | 1983年 7月19日 |
| D12    | エロイナ ARA Heroina                       | B+V    | 1981年 8月24日 | 1982年 2月17日 | 1983年 11月7日 |
| D13    | サランディ ARA Sarandi                     | B+V    | 1982年 3月9日  | 1982年 8月31日 | 1984年 4月27日 |

### 運用史
発注は1978年12月11日に行われた。当初は6隻を整備する予定であり、うち4隻はアルゼンチン国内で建造される予定であったが、1979年にはMEKO 140型の建造に伴って4隻に削減され、全てブローム・ウント・フォス社ハンブルク造船所で建造された。
全艦がプエルト・ベルグラノ海軍基地を母港とし、第2水雷戦隊を編成している。「アルミランテ・ブラウン」は1990年代にペルシャ湾での活動に派遣された。
アルゼンチン海軍は財政的問題と輸入制限のために、整備用品・訓練用品の手配に困難が伴っている。アルミランテ･ブラウン級駆逐艦も、予備部品の不足・機関の問題・全砲門の耐用年数の超過、などが報告されている。